# Большой каньон Крыма (заказник)
Большой каньон Крыма (укр. Великий каньон Криму, крымскотат. Qırımnıñ Büyük deresi, Къырымнынъ Буюк дереси) — ландшафтный заказник общегосударственного значения на территории Бахчисарайского района (Крым). Создан 28 октября 1974 года. Площадь — 300 га. Землепользователь — Министерство экологии и природных ресурсов Республики Крым, государственное автономное учреждение Республики Крым "Бахчисарайское лесное хозяйство", ранее — Куйбышевский ГЛХ (государственное лесное хозяйство).

## История
Заказник основан Постановлением Совета Министров УССР от 28.10.74 г. № 500 «О создании заказников общегосударственного значения в Украинской ССР».
Является государственным природным заказником регионального значения, согласно Распоряжению Совета министров Республики Крым от 05.02.2015 №69-р «Об утверждении Перечня особо охраняемых природных территорий регионального значения Республики Крым».

## Описание
Заказник создан с целью сохранения наиболее глубокого каньона Крыма и Украины, возобновления и рационального использования типичных и уникальных природных комплексов. На территории заказника запрещается или ограничивается любая деятельность, если она противоречит целям его создания или причиняет вред природным комплексам и их компонентам. В заказнике создано две пешеходные тропы: Большой каньон Крыма и Пятый Утёс. 
Территория заказника охватывает одноименный каньон на территории Соколиновского лесничества квадраты 9, 16, 17, 23, 24 и Сосновского лесничества квадрат 37 Бахчисарайского района. По дну каньона протекают многочисленные горные потоки, ручьи (например, Пания) и источники, которые на выходе из ущелья сливаются в реку Аузун-Узень.
В результате действия водной эрозии образовалось русло каньона, представляющее собой впадину (узкое ущелье) между горой Бойка и Ай-Петринским нагорьем с гладкими стенами по бортам, с нагромождениями глыб и валунов на дне, с порогами (т.е выходами более твёрдых горных пород), водопадами до 3-4 метров высотой и с эрозионными котлами (так называемыми ваннами) глубиной до 2,5 метров, шириной в оба борта и длиной до 10 м. Всего в каньоне насчитывается более 150 подобных котлов.
Ближайшие населённые пункты — село Соколиное, город — Ялта.

## Природа
Склоны каньона, сложенные светло-серыми и розоватыми известняками. В нижней части ущелья растут широколиственные леса. Основные породы деревьев — граб, бук, ясень, дуб, полевой клён, рябина, липа. Встречаются небольшие группы крымских сосен (Pinus pallasiana D. Don). Подлесок состоит из кустарников видов лещина обыкновенная (Corylus avellana L.), кизил обыкновенный (Cornus mas L.), барбарис обыкновенный (Berberis vulgaris L.), скумпия кожевенная (Cotinus coggygria Scop.), грабинник (Carpinus orientalis Mill.), в большом количестве представлен плющ обыкновенный (Hedera helix L.). Особенностью флоры каньона является наличие более полутора тысяч деревьев третичного реликта — тиса ягодного (Taxus baccata L.). Кроме того, в каньоне растёт редкий вид папоротников — листовник сколопендровый (Phyllitis scolopendrium (L.) Newm.), реликтовая иглица подъязычная (Ruscus hypoglossum L.), камнеломка орошенная (Saxifraga irrigua Bieb.), несколько видов орхидей, среди которых очень редкий ятрышник провансальский (Orchis provincialis Balb. ex DC) и ятрышник мужской (Orchis mascula (L.) L.).
Из фауны Большого каньона наиболее примечательным видом является ручьевая форель (Salmo trutta), обитающая в холодной, насыщенной кислородом, воде рек ущелья. Из млекопитающих часто встречается ёж, реже крымский вид ласки, крымский подвид барсука, косуля. Из птиц наиболее характерны: крымская московка (Periparus ater), длиннохвостая синица (Aegithalos caudatus), горихвостка (Phoenicurus ochruros), малиновка (Erithacus rubecula), сип белоголовый (Gyps fulvus) и сойка (Garrulus glandarius). Из рептилий наиболее многочисленны ящерицы, желтопузик (Ophisaurus apodus) и полоз желто-красный (Coluber jugularis).